# Khaoula Jouini
Khaoula Jouini, née le 26 novembre 1987, est une judokate tunisienne.

## Carrière
Khaoula Jouini remporte la médaille de bronze dans la catégorie des moins de 57 kg aux championnats d'Afrique 2005 à Port Elizabeth.
Elle est championne de Tunisie des moins de 63 kg en 2006.